# Людвіг I (курфюрст Бранденбургу)
Людвіг I Римлянин (нім. Ludwig der Römer; 7 травня 1328, Рим — 14 травня 1365) — герцог Баварії у 1347—1349 роках (як Людвіг VI), герцог Верхньої Баварії у 1349—1351 роках, маркграф Бранденбургу у 1351—1356 роках, 1-й курфюрст Бранденбургу у 1356—1365 роках (як Людвіг I).

## Життєпис

### Молоді роки
Походив з династії Віттельсбахів. Син Людвіга IV, імператора Священної Римської імперії, та його другої дружини Маргарити, графині Ено та Голландії. Народився у 1328 році у Римі під час перебування там його батька для коронації імператором. Звідси походить його прізвисько.

### Герцог Баварії
У 1347 році після смерті батька став герцогом Баварії, графом Ено та Голландії. У 1349 році він відмовився від нідерландської спадщини по материнській лінії на користь своїх молодших братів Вільгельма I і Альбрехта I, оскільки, одружившись з дочкою Казимира III, короля Польщі, сподівався зійти на польський престол.
Під час поділу Баварського герцогства між братами за Ландсберзьким договором 1349 року Людвіг разом з Людвігом V і Оттоном V отримав Верхню Баварію.

### Володар Бранденбургу
У грудні 1351 року за Луккауською угодою обміняв свої частки спадщини Людвіга V на Бранденбурзьку і Лужицьку марки. У Бранденбурзі Людвіг швидко змусив Псевдовальдемара, що видавав себе за нащадка роду Асканіїв, відмовитися від влади в Бранденбурзі. Втім, Людвігу довелося відмовитися від претензій до Мекленбургу та Померанії.
Невдовзі Людвіг потрапив у борги і був змушений закласти частину території марки імператору Карлу. У 1356 році за Золотою буллою імператора Карла IV отримав титул курфюрста Бранденбурга. У 1358 році з Людвіга I було знято папську анафему, накладену ще на його батька та братів.
У 1363 році разом з братом Оттоном V домовився з імператором Карлом IV Люксембургом щодо правонаступництва останнього в Бранденбурзі у випадку їх смерті без спадкоємців. Помер Людвіг I у 1365 році у Берліні. Йому спадкував брат Оттон.

## Родина
1 Дружина — Кунігунда, донька Казимира III П'яста, короля Польщі
Діти: не було
2. Дружина — Інгеборга, дочка Альбрехта II герцога Мекленбург-Шверіна
Діти: не було